# عدن عباد (يهر)

تعديل مصدري - تعديل

عدن عباد هي إحدى قرى عزلة يهر بمديرية يهر التابعة لمحافظة لحج، بلغ تعداد سكانها 75 نسمة حسب تعداد اليمن لعام 2004.